# Jaime Nisttahuz
Jaime Nistthauz Parrilla (La Paz, 1942- La Paz, 2024) fue un poeta, periodista, novelista, cuentista y crítico cinematográfico boliviano. Fue junto a René Bascopé y Manuel Vargas fundador y codirector de la revista Trasluz.

## Obra

### Novela
Barriomundo, 1993

### Poesía
- Escrito en los muros, 1976
- El murmullo de las ropas, 1980
- Palabras con agujeros, 1983
- La humedad es una sombra y otros poemas, 1992
- Recodo en el aire, 2003
- Mija rata

### Cuento
- Fábulas contra la oscuridad, 1994
- Desquiciados, maníacos, diferentes, 2010